# Chigasaki
Chigasaki (茅ヶ崎市, Chigasaki-shi) est une ville de la préfecture de Kanagawa, au Japon. Chigasaki a le statut de ville spéciale du Japon.

## Géographie

### Situation
La ville est située dans le centre-sud de la préfecture de Kanagawa, sur la côte de Shōnan.

### Municipalités limitrophes
| Samukawa        | Fujisawa        | Fujisawa        |
| Hiratsuka       | Chigasaki       | Fujisawa        |
| océan Pacifique | océan Pacifique | océan Pacifique |

### Démographie
La population de la ville était en 2023 de 245 243 habitants pour une superficie de 35,70 km2.

### Climat
Chigasaki a un climat subtropical humide caractérisé par des étés chauds et des hivers frais avec peu ou pas de chutes de neige. La température moyenne annuelle est de 15,9 °C. La pluviométrie annuelle moyenne est de 1 872 mm, septembre étant le mois le plus humide.

## Histoire
La région actuelle de Chigasaki était en grande partie constituée de pâturages et de terres agricoles jusqu'à l'époque d'Edo. Son emplacement sur la route Tōkaidō puis plus tard sur la ligne de chemin de fer Tōkaidō a stimulé son développement. 
Le village moderne de Chigasaki est créé en 1889. Il obtient le statut de bourg en 1908, puis de ville le 1er octobre 1947. Le 1er avril 2003, la population de Chigasaki dépassait les 200 000 habitants et elle est devenue une ville spéciale dotée d'une autonomie locale accrue.

## Tourisme

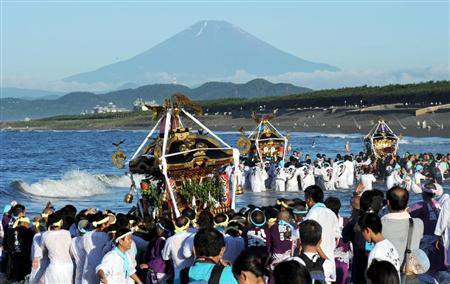
Festival Hamaori.

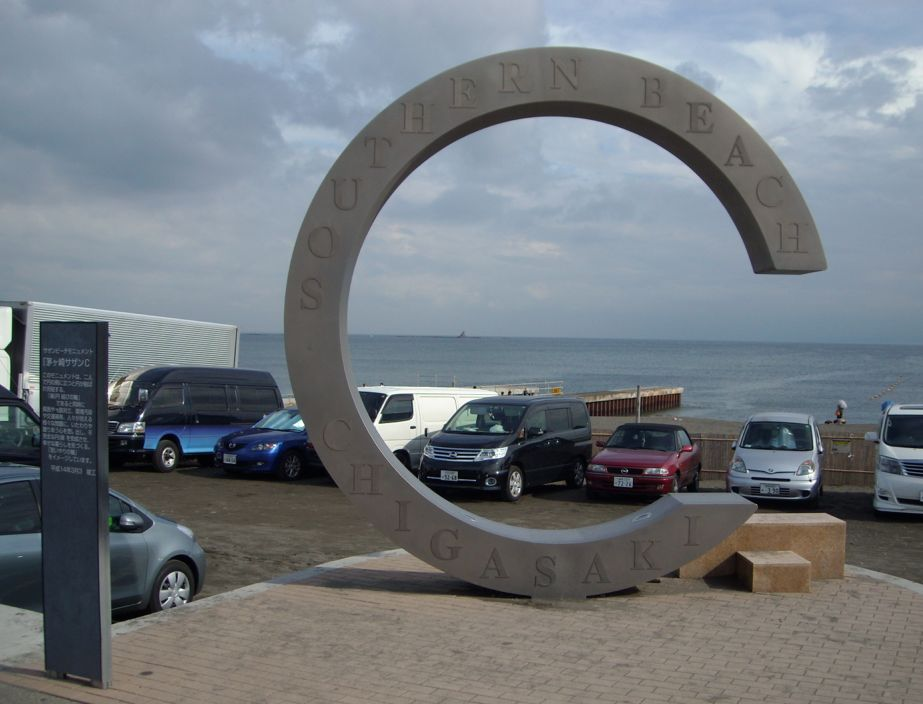
Monument de Southern Beach.

- Chigasaki est connue pour sa plage de Shōnan sur l'océan Pacifique (baie de Sagami), capitale japonaise du surf et des sports nautiques. C'est notamment dans cette ville que fut ouvert le premier magasin de surf au Japon.
- Une partie de la plage de Chigasaki est appelée Southern Beach pour rendre hommage au groupe de pop-rock japonais Southern All Stars dont le chanteur Keisuke Kuwata est originaire de cette ville.

## Transports
- Ligne principale Tōkaidō : gare de Chigasaki, (vers Tokyo ou Atami)
- Ligne Sagami : gare de Chigasaki, (vers Sagamihara)
- Route nationale 1 (vers Tokyo ou Osaka)
- Route nationale 134 (vers Yokosuka ou Ōiso)

## Jumelages
- Okazaki (Japon) depuis 1983 ;
- Honolulu (États-Unis) depuis le 18 octobre 2014[2].

## Symboles municipaux
Les symboles municipaux sont l'acacia, le rhododendron et la mésange charbonnière.

## Personnalités liées à la municipalité
- Isamu Noguchi (1904-1988), artiste américano-japonais
- Ailes Gilmour (1912-1993), danseur nippo-américain des années 1930
- Richard Bozulich (en) (1936-), écrivain américain
- Yūzō Kayama (1937-), acteur et chanteur
- Keisuke Kuwata (1956-), chanteur pop rock de Southern All Stars
- Hitoshi Doi (1963-), animateur de site internet
- Soichi Noguchi (1965-), astronaute qui a passé la majeure partie de sa jeunesse à Chigasaki.
- Tetta Sugimoto (1965-), acteur
- Masa Yamamoto (1965-), joueur de baseball
- Tetta Sugimoto (1965-)
- Hagiwara Masato (1971-), acteur
- Moomin (chanteur) (1972-), chanteur
- Kohsuke Toriumi (1973-), doubleur
- Kōsuke Toriumi (1973-), seiyū
- Ai Sugiyama (1975-), joueuse de tennis
- Takumi Beppu (1979-), cycliste professionnel
- Masumi Mishina (1982-), joueur de softball
- Fumiyuki Beppu (1983-), cycliste professionnel